# Cidaroides
Els cidaroides (Cidaroida) són un ordre d'equinoderms equinoïdeus, l'únic ordre actualment viu dins la subclasse Perischoechinoidea. Tots els altres ordres d'aquesta subclasse es van extingir durant el període Mesozoic.

## Descripció
Les radioles principals estan molt més separades que en els altres eriçons de mar i no tenen brànquies.

## Taxonomia
Segons World Register of Marine Species, el nom correcte de la subclasse Perischoechinoidea és Cidaroidea i conté 466 espècies (157 actuals) segons el següent esquema classificatori:
- Família Anisocidaridae Vadet, 1999 †
- Família Diplocidaridae Gregory, 1900 †
- Família Heterocidaridae Mortensen, 1934 †
- Família Miocidaridae Durham & Melville, 1957 †
- Família Polycidaridae Vadet, 1988 †
- Família Rhabdocidaridae Lambert, 1900 †
- Família Serpianotiaridae Hagdorn, 1995 †
- Família Streptocidaridae Lambert, 1900 †
- Família Triadocidaridae Smith, 1994 †

- Superfamília Cidaroidea Gray, 1825
  - Família Cidaridae Gray, 1825
  - Família Ctenocidaridae Mortensen, 1928
  - Família Paurocidaridae Vadet, 1999 †
- Superfamília Histocidaroidea Lambert, 1900
  - Família Histocidaridae Lambert, 1900
  - Família Psychocidaridae Ikeda, 1936

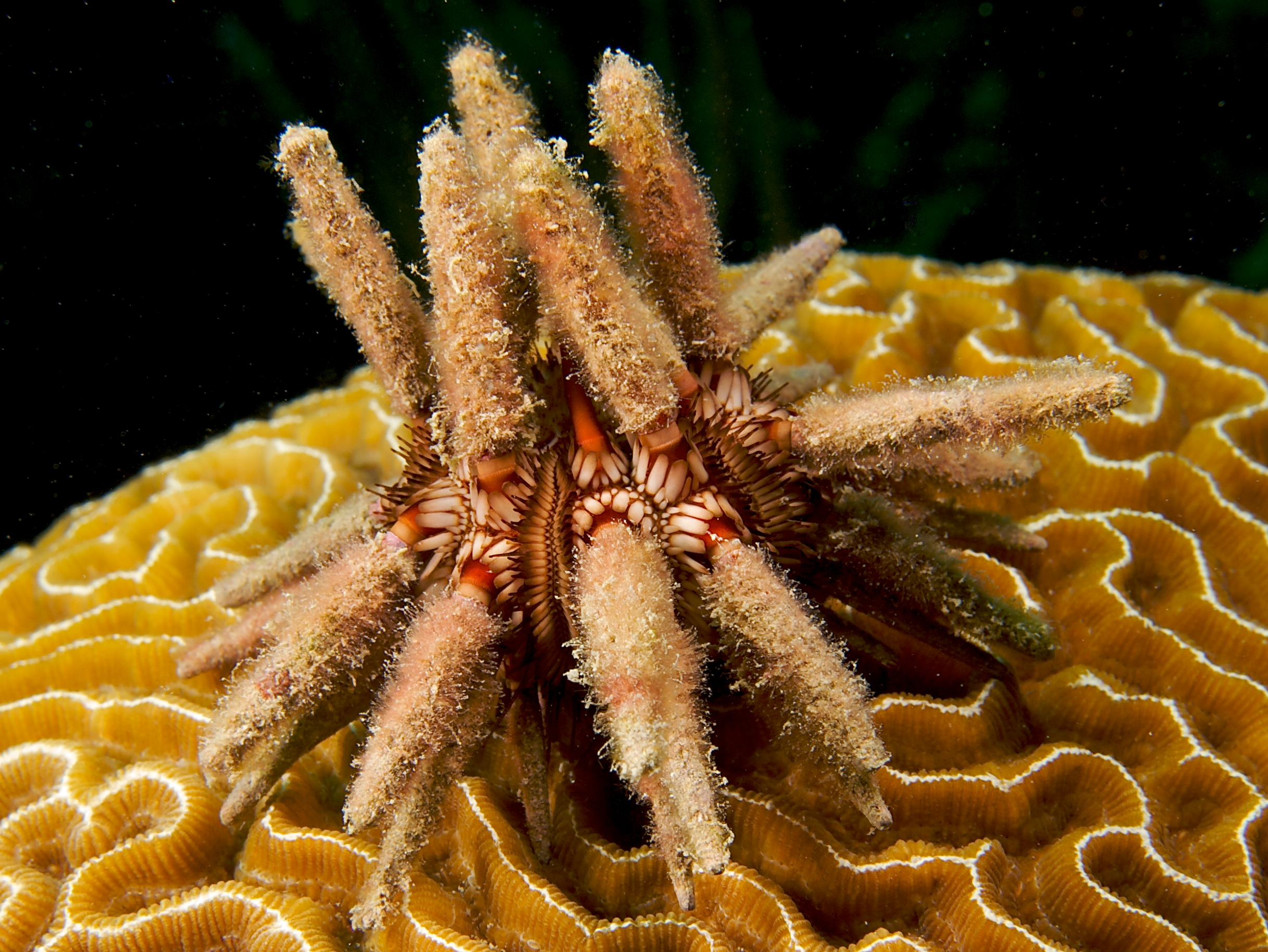
Eucidaris tribuloides.
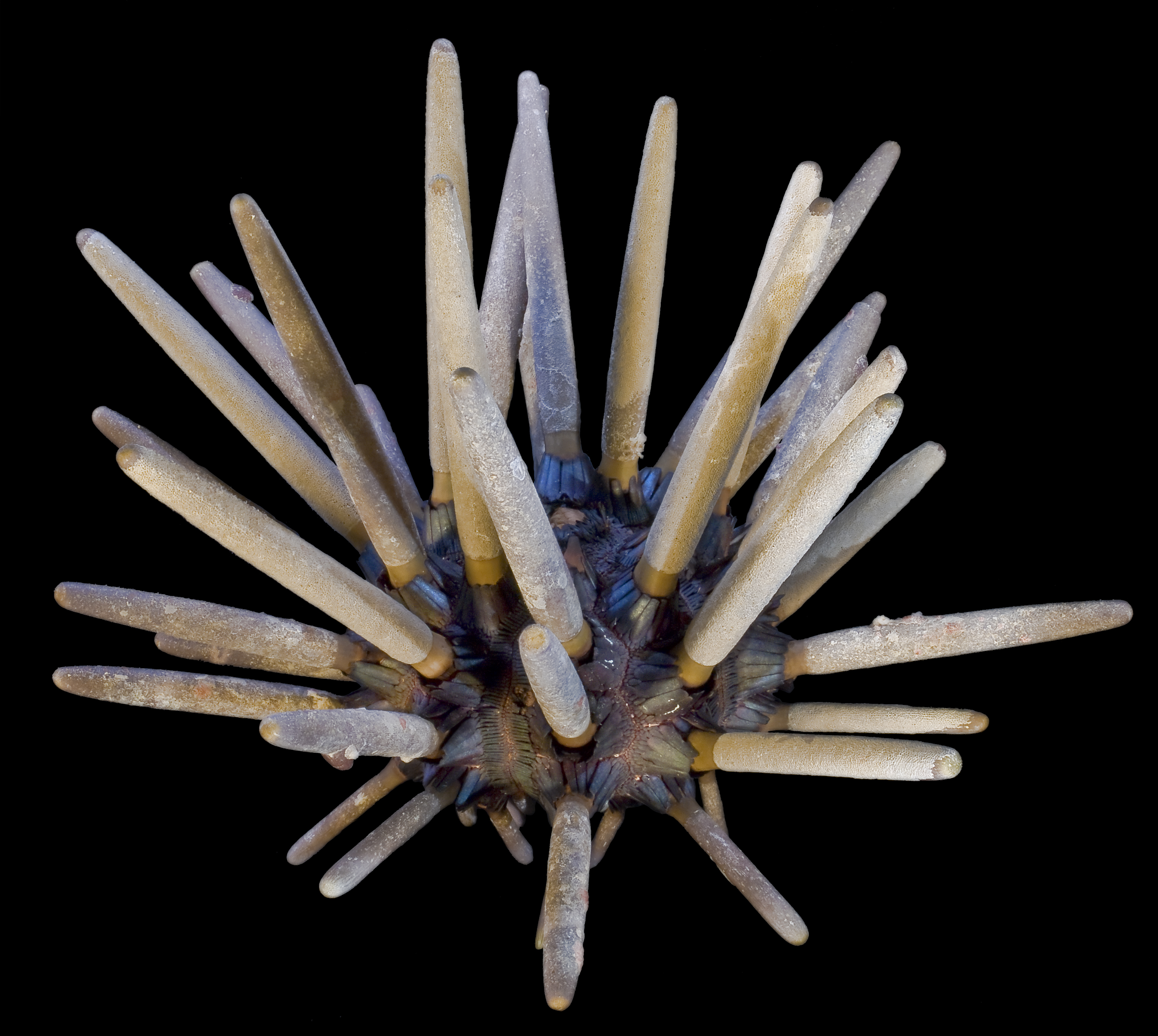
Phyllacanthus imperialis.
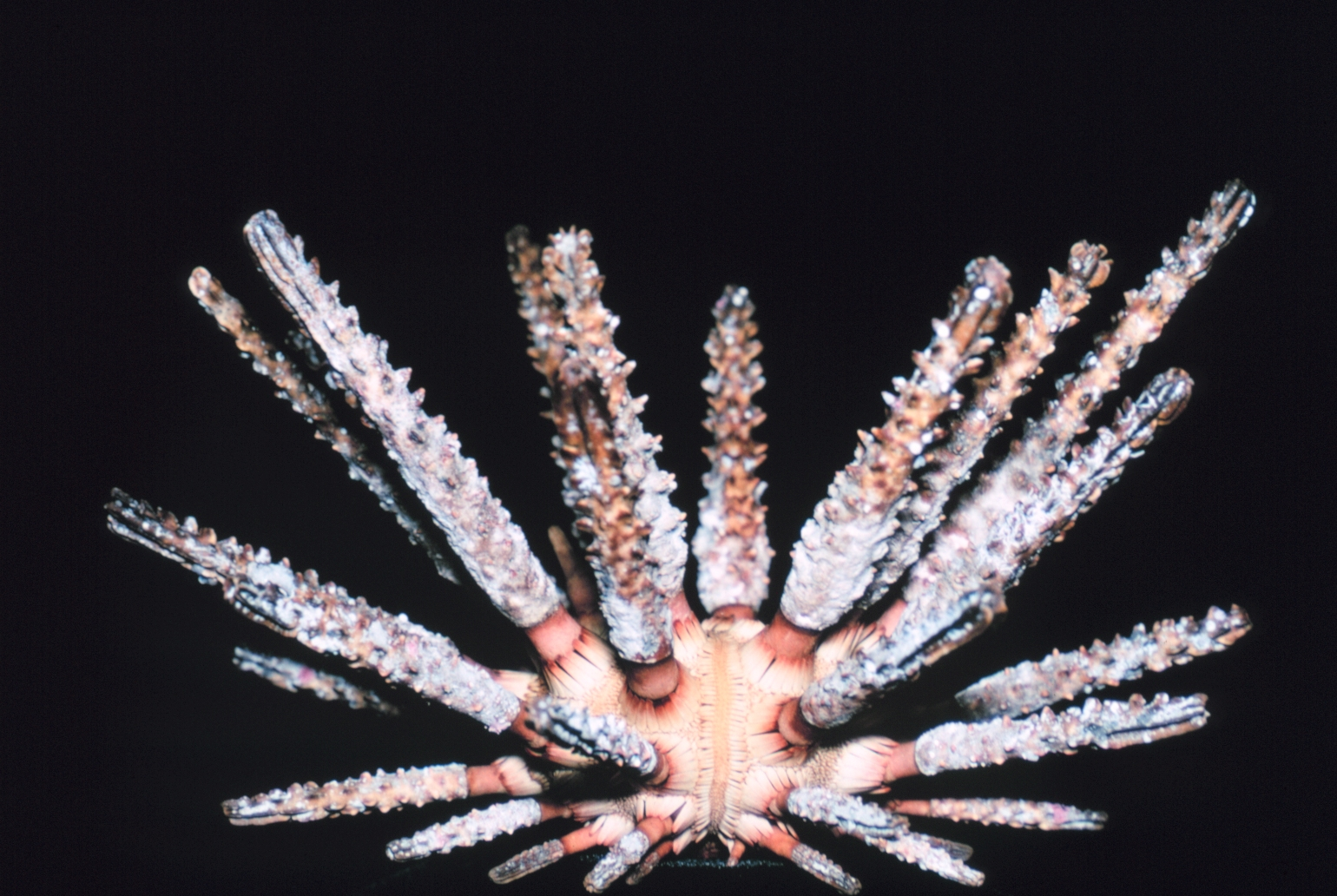
Prionocidaris hawaiiensis.
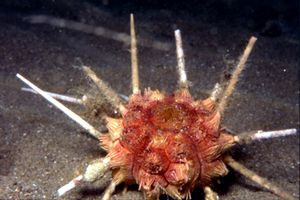
Stylocidaris affinis
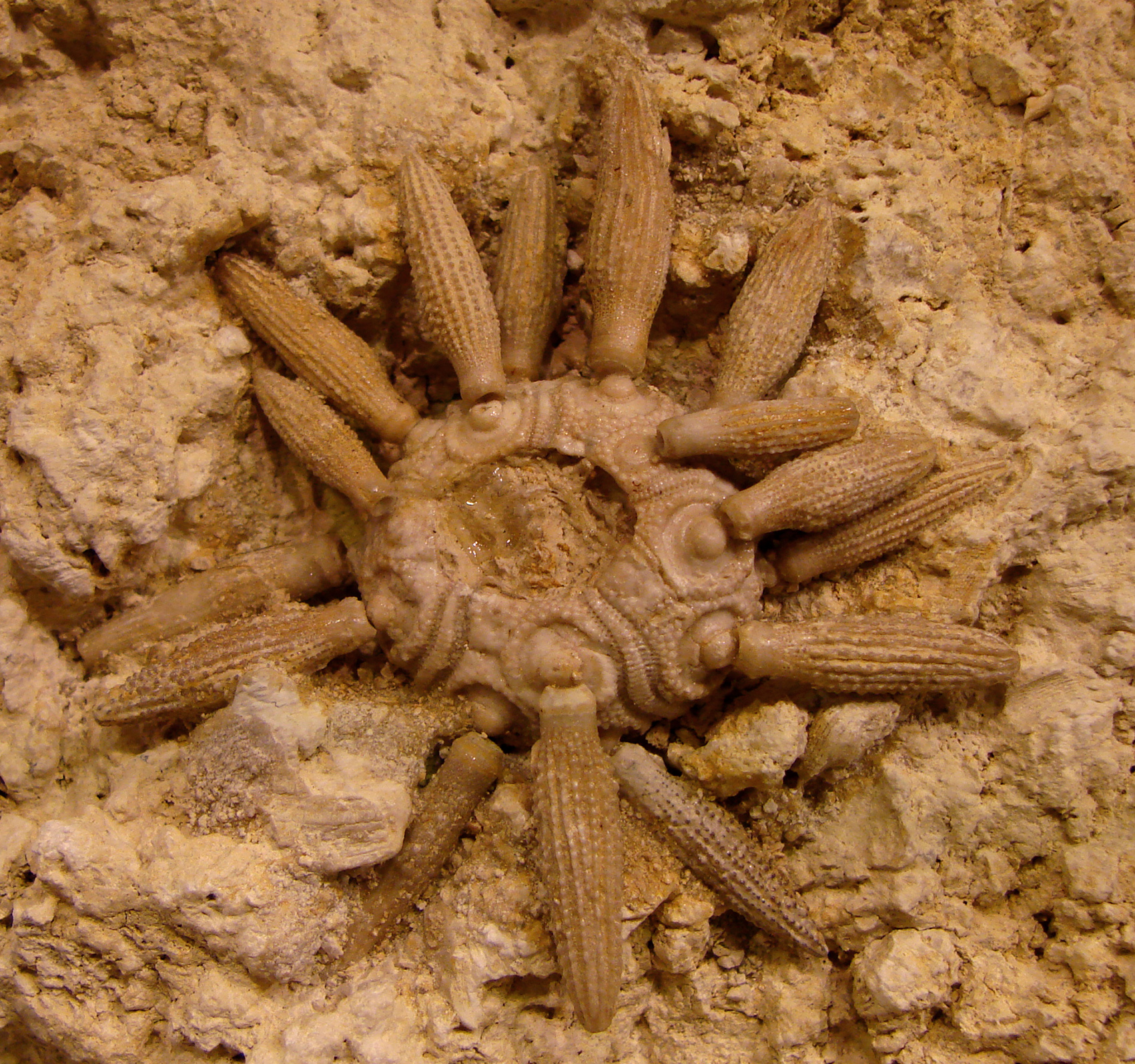
Balanocidaris marginata (espècie fòssil).
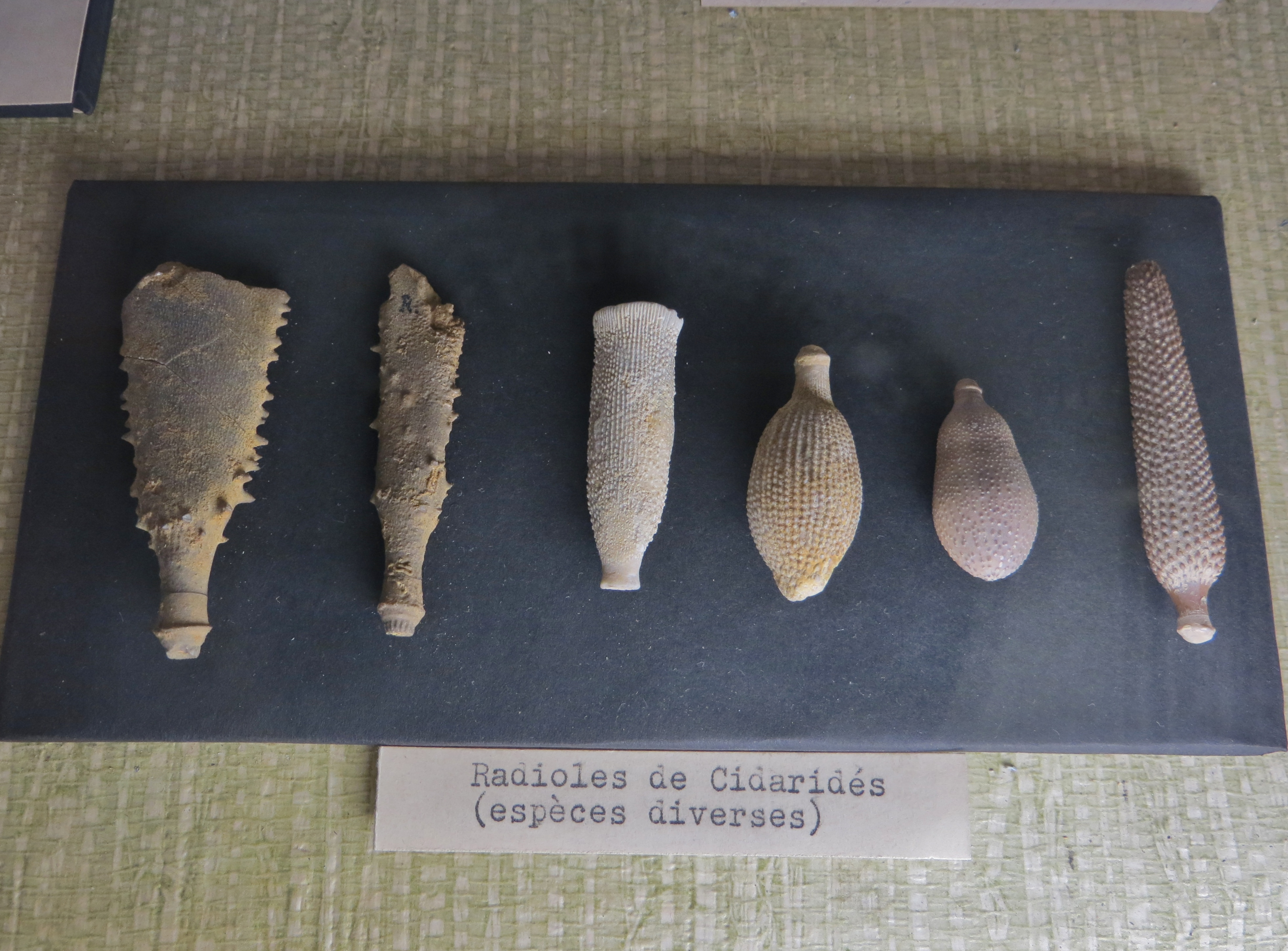
Radioles de diferents de Cidaroida fòssila (MNHN).